# Żywet
Żywet (ang. Givetian) – wyższa (młodsza) część dewonu środkowego.
| system                            | oddział          | piętro  | wiek (mln lat) |
| --------------------------------- | ---------------- | ------- | -------------- |
| karbon                            | wczesny missisip | turnej  | młodsze        |
| dewon                             | górny            | famen   | 372,2–358,9    |
| dewon                             | górny            | fran    | 382,7–372,2    |
| dewon                             | środkowy         | żywet   | 387,7–382,7    |
| dewon                             | środkowy         | eifel   | 393,3–387,7    |
| dewon                             | dolny            | ems     | 407,6–393,3    |
| dewon                             | dolny            | prag    | 410,8–407,6    |
| dewon                             | dolny            | lochkow | 419,2–410,8    |
| sylur                             | przydol          | przydol | starsze        |
| Podział według ICS, wrzesień 2023 |                  |         |                |

## Definicja, stratotyp historyczny i obecny
Żywet to:
- w sensie geochronologicznym – młodszy wiek epoki dewonu środkowego, trwający około 6,5 miliona lat (od 391,8 ± 2,7 do 385,3 ± 2,6 mln lat temu). Żywet jest młodszy od eiflu a starszy od franu.

- w sensie chronostratygraficznym – wyższe piętro dewonu środkowego, leżące powyżej eiflu, a poniżej franu.

Nazwa pochodzi od miasta Givet, leżącego nad rzeką Mozą w północnej (Francji). Piętro żywet (fr. Givétien) wprowadził w roku 1879 na podstawie odsłonięć w dolinie Mozy na południe od miasta francuski geolog Jules Gosselet.
Stratotyp dolnej granicy żywetu znajduje się na grzbiecie Jebel Mech Irdane koło miasta Ar-Risani (około 400 km na SE od Rabatu, Maroko). Granica oparta jest na pierwszym pojawieniu się konodonta Polygnathus hemiansatus Bultynck, 1997.

## Biosfera żywecka
Z istotnych wydarzeń historii biosfery, które miały miejsce w żywecie, można wymienić pojawienie się pierwszych goniatytów o złożonej linii lobowej oraz radiację otwornic wielokomorowych.
Przez pewien czas najstarsze znane na świecie drzewa pochodziły z żywetu (stanowisko Gilboa w stanie Nowy Jork), ale obecnie znaleziono nieco starsze (eifelskie). Charakterystycznym elementem biosfery morskiej żywetu były olbrzymie ramienionogi z rodzaju Stringocephalus i pokrewnych. W środkowym żywecie miało miejsce wymieranie Taghanic. 
W Polsce bogate fauny żyweckie opisano z okolic Miłoszowa w Górach Świętokrzyskich.